# Liste des titres musicaux numéro un en Allemagne en 1994
Cette page liste les titres numéro un dans les meilleures ventes de disques en Allemagne pour l'année 1994 selon Media Control Charts. 
Les classements sont issus des 100 meilleures ventes de singles et des 100 meilleures ventes d'albums. Ils se déroulent du vendredi au jeudi, et sont publiés le mardi par l'industrie musicale allemande.

## Classement des singles
| №  | Date         | Artiste                           | Titre                                          |
| -- | ------------ | --------------------------------- | ---------------------------------------------- |
| 1  | 7 janvier    | Meat Loaf                         | I'd Do Anything for Love (But I Won't Do That) |
| 2  | 14 janvier   | Meat Loaf                         | I'd Do Anything for Love (But I Won't Do That) |
| 3  | 21 janvier   | Ace of Base                       | The Sign                                       |
| 4  | 28 janvier   | Ace of Base                       | The Sign                                       |
| 5  | 4 février    | Ace of Base                       | The Sign                                       |
| 6  | 11 février   | Bryan Adams, Rod Stewart & Sting  | All for Love                                   |
| 7  | 18 février   | Bryan Adams, Rod Stewart & Sting  | All for Love                                   |
| 8  | 25 février   | Bryan Adams, Rod Stewart & Sting  | All for Love                                   |
| 9  | 4 mars       | Bryan Adams, Rod Stewart & Sting  | All for Love                                   |
| 10 | 11 mars      | Magic Affair                      | Omen III                                       |
| 11 | 18 mars      | Magic Affair                      | Omen III                                       |
| 12 | 25 mars      | Magic Affair                      | Omen III                                       |
| 13 | 1er avril    | Magic Affair                      | Omen III                                       |
| 14 | 8 avril      | Bruce Springsteen                 | Streets of Philadelphia                        |
| 15 | 15 avril     | Bruce Springsteen                 | Streets of Philadelphia                        |
| 16 | 22 avril     | Bruce Springsteen                 | Streets of Philadelphia                        |
| 17 | 29 avril     | Bruce Springsteen                 | Streets of Philadelphia                        |
| 18 | 6 mai        | Bruce Springsteen                 | Streets of Philadelphia                        |
| 19 | 13 mai       | Mariah Carey                      | Without You                                    |
| 20 | 20 mai       | Mariah Carey                      | Without You                                    |
| 21 | 27 mai       | Mariah Carey                      | Without You                                    |
| 22 | 3 juin       | Mariah Carey                      | Without You                                    |
| 23 | 10 juin      | Prince Ital Joe (en) & Marky Mark | United                                         |
| 24 | 17 juin      | Prince Ital Joe (en) & Marky Mark | United                                         |
| 25 | 24 juin      | Prince Ital Joe (en) & Marky Mark | United                                         |
| 26 | 1er juillet  | Prince Ital Joe (en) & Marky Mark | United                                         |
| 27 | 8 juillet    | Prince Ital Joe (en) & Marky Mark | United                                         |
| 28 | 15 juillet   | Crash Test Dummies                | Mmm Mmm Mmm Mmm                                |
| 29 | 22 juillet   | All-4-One                         | I Swear                                        |
| 30 | 29 juillet   | All-4-One                         | I Swear                                        |
| 31 | 5 août       | All-4-One                         | I Swear                                        |
| 32 | 12 août      | All-4-One                         | I Swear                                        |
| 33 | 19 août      | All-4-One                         | I Swear                                        |
| 34 | 26 août      | All-4-One                         | I Swear                                        |
| 35 | 2 septembre  | All-4-One                         | I Swear                                        |
| 36 | 9 septembre  | All-4-One                         | I Swear                                        |
| 37 | 16 septembre | All-4-One                         | I Swear                                        |
| 38 | 23 septembre | Mo-Do                             | Eins, zwei, Polizei                            |
| 39 | 30 septembre | Mo-Do                             | Eins, zwei, Polizei                            |
| 40 | 7 octobre    | Mo-Do                             | Eins, zwei, Polizei                            |
| 41 | 14 octobre   | Mo-Do                             | Eins, zwei, Polizei                            |
| 42 | 21 octobre   | Whigfield                         | Saturday Night                                 |
| 43 | 28 octobre   | Whigfield                         | Saturday Night                                 |
| 44 | 4 novembre   | Rednex                            | Cotton Eye Joe                                 |
| 45 | 11 novembre  | Rednex                            | Cotton Eye Joe                                 |
| 46 | 18 novembre  | Rednex                            | Cotton Eye Joe                                 |
| 47 | 25 novembre  | Rednex                            | Cotton Eye Joe                                 |
| 48 | 2 décembre   | Rednex                            | Cotton Eye Joe                                 |
| 49 | 9 décembre   | Rednex                            | Cotton Eye Joe                                 |
| 50 | 16 décembre  | Rednex                            | Cotton Eye Joe                                 |
| 51 | 23 décembre  | Rednex                            | Cotton Eye Joe                                 |
| 52 | 30 décembre  | Rednex                            | Cotton Eye Joe                                 |

## Classement des albums
| №  | Date         | Artiste            | Titre                    |
| -- | ------------ | ------------------ | ------------------------ |
| 1  | 7 janvier    | Phil Collins       | Both sides               |
| 2  | 14 janvier   | Phil Collins       | Both sides               |
| 3  | 21 janvier   | Phil Collins       | Both sides               |
| 4  | 28 janvier   | Bryan Adams        | So far so good           |
| 5  | 4 février    | Bryan Adams        | So far so good           |
| 6  | 11 février   | Bryan Adams        | So far so good           |
| 7  | 18 février   | Bryan Adams        | So far so good           |
| 8  | 25 février   | Bryan Adams        | So far so good           |
| 9  | 4 mars       | Bryan Adams        | So far so good           |
| 10 | 11 mars      | Bryan Adams        | So far so good           |
| 11 | 18 mars      | Bryan Adams        | So far so good           |
| 12 | 25 mars      | Bryan Adams        | So far so good           |
| 13 | 1er avril    | Mariah Carey       | Music Box                |
| 14 | 8 avril      | Mariah Carey       | Music Box                |
| 15 | 15 avril     | Pink Floyd         | The Division Bell        |
| 16 | 22 avril     | Pink Floyd         | The Division Bell        |
| 17 | 29 avril     | Pink Floyd         | The Division Bell        |
| 18 | 6 mai        | Pink Floyd         | The Division Bell        |
| 19 | 13 mai       | Mariah Carey       | Music Box                |
| 20 | 20 mai       | Mariah Carey       | Music Box                |
| 21 | 27 mai       | Mariah Carey       | Music Box                |
| 22 | 3 juin       | Mariah Carey       | Music Box                |
| 23 | 10 juin      | Mariah Carey       | Music Box                |
| 24 | 17 juin      | Mariah Carey       | Music Box                |
| 25 | 24 juin      | Mariah Carey       | Music Box                |
| 26 | 1er juillet  | Mariah Carey       | Music Box                |
| 27 | 8 juillet    | Mariah Carey       | Music Box                |
| 28 | 15 juillet   | Crash Test Dummies | The Ghosts that Haunt Me |
| 29 | 22 juillet   | The Rolling Stones | Voodoo Lounge            |
| 30 | 29 juillet   | The Rolling Stones | Voodoo Lounge            |
| 31 | 5 août       | The Rolling Stones | Voodoo Lounge            |
| 32 | 12 août      | The Rolling Stones | Voodoo Lounge            |
| 33 | 19 août      | The Rolling Stones | Voodoo Lounge            |
| 34 | 26 août      | The Rolling Stones | Voodoo Lounge            |
| 35 | 2 septembre  | Wet Wet Wet        | End of Part One          |
| 36 | 9 septembre  | Westernhagen       | Affentheater             |
| 37 | 16 septembre | Westernhagen       | Affentheater             |
| 38 | 23 septembre | Westernhagen       | Affentheater             |
| 39 | 30 septembre | Westernhagen       | Affentheater             |
| 40 | 7 octobre    | Westernhagen       | Affentheater             |
| 41 | 14 octobre   | Westernhagen       | Affentheater             |
| 42 | 21 octobre   | Westernhagen       | Affentheater             |
| 43 | 28 octobre   | Westernhagen       | Affentheater             |
| 44 | 4 novembre   | Bon Jovi           | Cross Road               |
| 45 | 11 novembre  | Bon Jovi           | Cross Road               |
| 46 | 18 novembre  | Bon Jovi           | Cross Road               |
| 47 | 25 novembre  | Bon Jovi           | Cross Road               |
| 48 | 2 décembre   | Bon Jovi           | Cross Road               |
| 49 | 9 décembre   | Bon Jovi           | Cross Road               |
| 50 | 16 décembre  | The Kelly Family   | Over the Hump            |
| 51 | 23 décembre  | The Kelly Family   | Over the Hump            |
| 52 | 30 décembre  | The Kelly Family   | Over the Hump            |

## Hit-Parade des singles de l'année
1. Mariah Carey – Without You
2. All-4-One – I Swear
3. Wet Wet Wet – Love Is All Around
4. Bruce Springsteen – Streets of Philadelphia
5. Magic Affair – Omen III
6. Marusha – Somewhere over the Rainbow
7. East 17 – It’s Alright
8. Bryan Adams, Rod Stewart & Sting – All for Love
9. DJ BoBo – Everybody
10. Crash Test Dummies – Mmm Mmm Mmm Mmm
11. Ace of Base – The Sign
12. Prince Ital Joe & Marky Mark – United
13. Whigfield – Saturday Night
14. Youssou N’Dour & Neneh Cherry – 7 Seconds
15. Mo-Do – Eins, zwei, Polizei
16. Lucilectric – Mädchen
17. Prince Ital Joe & Marky Mark – Happy People
18. Mark ’Oh – Love Song
19. Reel 2 Real – I Like to Move It
20. Cappella – U Got 2 Let The Music
21. Perplexer – Acid Folk
22. Enigma – Return to Innocence
23. Meat Loaf – I'd Do Anything for Love (But I Won't Do That)
24. K2 – Der Berg ruft
25. Dr. Alban – Look Who’s Talking